# 扎普鲁德尼亚
扎普鲁德尼亚（羅馬化：Zaprudnya）是俄罗斯莫斯科州的市级镇，属州辖市塔尔多姆市（城市区），地处莫斯科州北部，在区行政中心塔尔多姆西南、州府莫斯科北偏西方，西临莫斯科运河，距莫斯科州与特维尔州州界约18公里。镇西部有同名火车停靠点。
该地2021年人口有12,119人；2010年人口12,855；2002年人口12,621；1989年人口14,457。